# Third Day
A Third Day egy többszörös Grammy-díjas amerikai rock/keresztény rock együttes, amely 1991-ben alakult. A zenekar nevét a Jézus harmadnapi feltámadására vonatkozó bibliai utalás adja.

## Történet
A zenekart Mac Powell hívta életre Marc Lee gitárossal és Billy Wilkins zongoristával, majd 1992-ben egy templomi zenei estén találkoztak az együtteshez a későbbiekben csatlakozó David Carr-ral és Tai Andersonnal.
Az első szárnypróbálgatásokat és az első demó-felvételeket követően a Reunion Records lemezcég kínált több albumra szóló szerződést a fiatal zenekarnak és meg is jelentette 1996-ban a korábban demóként, kis független lemezcég számára készített Third Day című lemezüket.
“Amióta az eszemet tudom énekelek,” - emlékszik vissza Mac énekes pályafutása kezdetére - “a zene körülvett már kiskorom óta, hiszen szüleim is zenészek voltak. Amikor más kissrácok még különféle gyermekdalokat dúdoltak én már a Creedence Clearwater Revival dalait tanultam.” Powell fiatal kora óta a déli gospel klasszikusokat is rendszeresen énekelte a helyi gyülekezet kórusában, majd a gitár mellett a trombitával is megismerkedett." Emellett a zenekarra nagy hatást gyakorolt a Lynyrd Skynyrd-féle southern rock, vagy a U2 gitárközpontú zenéje is.  Ennek tudható be, hogy Wilkins távozása után csatlakozott az együtteshez Brad Avery gitáros.
A végleges felállást megtalálva szinte évről évre jelentették meg sorlemezeiket, melyek közül mindenképpen kiemelkedett 2000-ben az első kizárólag csak dicsőítő dalokat tartalmazó nagylemez (Offerings - The Worship Experience), majd ennek folytatása (Offerings II - All I Have To Give) 2003-ban. Karrierjük kezdete óta számos zenei díjra jelölték az együttest, háromszor nyerték el a Grammy-díjat, valamint szinte minden évben részesültek egy-egy a kortárs, keresztény, illetve gospel zenét díjazó Dove Award elismerésben is. Emellett több lemezük is felkerült a slágerlistákra. Miközben 2007-ben összegezték addigi pályafutásukat egy dupla válogatáslemezzel (Chronology I-II), a zenekar gitárosa, Brad Avery távozott az együttesből. Ez azonban nem akasztotta meg a dalszerzést és a további sikereket, azóta további sorlemezekkel és egy koncertalbummal is jelentkezett a Third Day. A komoly szakmai sikert (és listás helyezéseket is) elérő Revelation album után a zenekar dalstruktúrái, dallamvilága kikövetkeztethető, komoly meglepetésekkel nem szolgál. Mac Powell énekes egyéni orgánuma és a korai évekre jellemző southern rock hatástól a közérthető, dallam-orientált rockzene irányába való elmozdulás biztos záloga a sikernek - különösen a jelentős amerikai keresztény hívői körben. A professzionalizmust erősíti a 2012-ben kiadott Miracle címet viselő sorlemez producere is. A zenekar e lemez kapcsán Brendan O'Brien-nel dolgozott együtt, aki többek között Bruce Springsteen, a Pearl Jam, vagy éppen The Killers korábbi lemezein is dolgozott.
A zenekar hatását jól jellemzi, hogy a Billboard Magazin "nemcsak a 90-es évek egyik legjobb keresztény zenekarának, hanem az időszak egyik legjobb rock-zenekarának" nevezte őket.
A sikerek kapcsán a zenekar mindvégig igyekezett hű maradni keresztény gyökereihez: “Mindig azt hittem, hogy van egy keresztény zenei főáram, és mi valahol ott vagyunk a szélén, csak a saját dolgunkkal elfoglalva,” - vallott egy nyilatkozatban a helyzetről Lee. “De ahogy megnyeri az ember az Év Zenésze díjat, az azt jelenti, hogy hirtelen az előtérbe kerül a keresztény zenei színtéren, és azt hiszem, hogy mi rájöttünk arra, hogy ez egy nagyszerű dolog. De ugyanakkor felelősség is, mert az emberek felénk fordulnak, hogy lássák mi következik, és ez meghatározza, hogy merrefelé halad a keresztény zene, ami főleg fontos, mert olyan embereket is el tud érni, akik nem a gyülekezeten belül nőttek fel. Szóval azt hiszem, hogy felelősek vagyunk azért, hogy ne csak mindig azt csináljuk, ami népszerű. Mi bele lettünk helyezve ebbe a szituációba, és ezért tennünk is kell valamit, hogy pozitívan tudjuk befolyásolni a keresztény zenét.”

## Stílus
Az Essential Records-nál lemezszerződéssel rendelkező Third Day stílusát tekintve a könnyebb rock, illetve alternatív rock kategóriába sorolható, amelynek stílusjegyeit ugyanakkor albumról albumra változó mértékben ötvözik a pop és a folk zene jegyeivel. Szintén jellemző zenéjükre az akusztikus hangszerek és jelleg előtérbe állítása. Amennyiben a dalszövegeket tesszük elemzés tárgyává, úgy kezdetektől a keresztény rock zenekarokra jellemző elemek állnak előtérben, míg különösen a legutóbbi lemezeik esetében egyértelműen a dicsőítő dalok a jellemzőek.

## Korábbi tagok
- Billy Wilkins  - billentyűs hangszerek (1991-1993)
- Brad Avery - gitár (1995-2008)

## Diszkográfia

### Lemezek
- 1996: Third Day (Reunion Records)
- 1997: Conspiracy No. 5 (Reunion Records)
- 1999: Time (Essential Records)
- 2000: Offerings: A Worship Album (Essential Records)
- 2001: Come Together (Essential Records)
- 2003: Offenrings II: All I Have To Give (Essential Records)
- 2004: Wire (Essential Records)
- 2004: Live Wire (Essential Records)
- 2005: Wherever You Are (Essential Records)
- 2006: Christmas Offerings (Essential Records)
- 2007: Chronology 1-2 (Essential Records)
- 2008: Revelation (Essential Records)
- 2009: Live Revelation (Essential Records)
- 2010: Move (Essential Records)
- 2012: Miracle (Essential Records)

### DVD
- 2002: The Offerings Experience
- 2003: The Come Together Tour
- 2004: Live Wire
- 2008: Christmas Offerings
- 2009: Live Revelations

## Díjak

### American Music Awards
- 2008: Favorite Contemporary Inspirational Artist of the Year

### Grammy Díj
- 2002: Az Év legjobb Rock Gospel albuma (Come Together)
- 2005: Az Év legjobb Rock Gospel albuma (Wire)
- 2007: Az Év legjobb Pop/Kortárs Gospel albuma (Wherever You Are)
- 2010: Az Év legjobb Rock vagy Rap Gospel albuma (Live Revelations)

### Gospel Music Awards
- 1998: Dove Award „Az Év Rockalbuma” kategóriában (Conspiracy No. 5)
- 1998: Dove Award „Az Év Rock felvétele” kategóriában (Alien)
- 1999: Dove Award „Az Év különleges eseménye” kategóriában (Exodus)
- 2000: Dove Award „Az Év Rockalbuma” kategóriában (Time)
- 2001: Dove Award „Az Év Együttese” kategóriában
- 2001: Dove Award „Az Év Együttese” kategóriában
- 2001: Dove Award „Az Év Rock felvétele” kategóriában (Sky Falls Down)
- 2001: Dove Award „Az Év Dicsőítő Lemeze” kategóriában (Offerings: A Worship Album)
- 2001: Dove Award „Az Év különleges eseményét megörökítő album” kategóriában (City on a Hill: Songs of Worship and Praise)
- 2002: Dove Award „Az Év Együttese” kategóriában
- 2002: Dove Award „Az Év hosszú zenei videója” kategóriában (Third Day Live in Concert - The Offerings Experience)
- 2002: Dove Award „Az Év Rockalbuma” kategóriában (Come Together)
- 2002: Dove Award „Az Év Rock felvétele” kategóriában (Come Together)
- 2003: Dove Award „Az Év Együttese” kategóriában
- 2003: Dove Award „Az Év Rock felvétele” kategóriában (40 Days)
- 2003: Dove Award „Az Év különleges eseményét megörökítő album” kategóriában (City on a Hill: Sing Alleluia)
- 2004: Dove Award „Az Év Dicsőítő Lemeze” kategóriában (Offerings II: All I Have to Give)
- 2004: Dove Award „Az Év hosszú zenei videója” kategóriában (Third Day Live in Concert - The Come Together Tour)
- 2005: Dove Award „Az Év különleges eseményét megörökítő album” kategóriában (The Passion of the Christ: Songs)
- 2005: Dove Award „Az Év Rock/Kortárs Albuma” kategóriában (Wire)
- 2006: Dove Award „Az Év Pop/Kortárs Albuma” kategóriában (Cry Out to Jesus)
- 2007: Dove Award „Az Év karácsonyi albuma” kategóriában (Christmas Offerings)
- 2009: Dove Award „Az Év Pop/Kortárs Albuma” kategóriában (Revelation)
- 2011: Dove Award „Az Év zenei lemezcsomagja” kategóriában (Move)